# Callopanchax toddi
Callopanchax toddi är en fiskart som först beskrevs av Clausen, 1966.  Callopanchax toddi ingår i släktet Callopanchax och familjen Nothobranchiidae. IUCN kategoriserar arten globalt som otillräckligt studerad. Inga underarter finns listade.